# Fantasmagie
Fantasmagie est le nom d'une revue littéraire et artistique belge (1959-1979) ainsi que du groupe international d'artistes d'inspiration fantastique et post-surréaliste liés à cette revue.

## Histoire du groupe
Bulletin trimestriel du Centre International de l'Actualité Fantastique et MAgique (CIAFMA), Fantasmagie est fondé à Bruxelles par Serge Hutin et Aubin Pasque, en décembre 1958, avec comme autres membres fondateurs Jean-Jacques Gailliard, Marc Eemans, Robert Geenens, Thomas Owen et Max Bucaille. Le premier numéro de la revue parut en novembre 1959 et elle comporta 52 numéros jusqu'en avril 1979. On y trouve la reproduction de nombreuses œuvres fantastiques (collages, etc.) d'inspiration post-surréaliste, notamment de Max Bucaille.
Autres représentants :
- Albert Bockstael
- Carmen Defize
- Aline Gagnaire
- Jóska Soós[4]